# Tarot Nouveau
O Tarot Nouveau ("Novo Tarot") ou Tarot Français Nouveau ("Novo Tarot Francês"), Tarot à Jouer ("Tarot para Jogar"), Tarot Bourgeois ("Tarot Burguês") é um baralho destinado ao tarô. Assim como outros jogos de cartas de tarô, como exemplo o Tarot de Marselha (e ao contrário dos A. E. Waite e Pamela Colman-Smith ), o Tarot Nouveau foi originalmente concebido para o jogo, um uso separado dos usos em cartomancia, adivinhação ou práticas ocultistas, por qual o tarô é freqüentemente mais conhecido fora da Europa continental.

## Origem

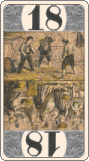
Uma carta do trunfo de um Tarock alemão, com índices no centro da carta.

O tarot foi criado no início do séc. XV no norte da Itália, antes de se espalhar para os países vizinhos: no séc. XVI na França, no séc. XVIII no resto da Itália e na Alemanha. Em meados do séc. XVIII, o tarô alemão passa a usar naipes franceses e trajes profanos
.
Os motivos do Tarot nouveau teriam sua origem em uma série criada no final do séc. XIX século por C. L. Wüst, cartier em Frankfurt. Esta edição não apresenta os índices de cunha encontrados em versões posteriores, mas os valores de trunfo são escritos em algarismos arábicos, não em algarismos romanos. Esses valores são colocados no centro dos painéis na escrita Fraktur, semelhante ao Tarock alemão de Cego.

No início do séc. XX, fabricantes de cartas franceses como Grimaud se apropriaram desses padrões e, posteriormente, adicionaram índices de canto, dando origem ao formato atual das cartas.

## Cartas

### Em geral
O baralho de tarot consiste em 56 cartas regulares e 22 trunfos, em um total de 78 cartas. As cartas comuns do Tarot Nouveau usam os naipes franceses (espadas, copas, ouros, paus ) em vez dos naipes italianos de padrão alemão (espadas, copas, bolotas, folhas) tipicamente usados nos baralhos de Tarock e Skat da Alemanha Oriental, Áustria e Hungria. Os pontos e as figuras são semelhantes aos do baralho de 52 cartas, com a adição da figura do Cavaleiro entre o Valete e a Dama .
Os trunfos descrevem cenas de gênero de atividades sociais da alta burguesia europeia do séc. XIX, daí seu nome alternativo de "Tarot burguês". Essas cenas contrastam com os triomfi dos jogos do tarocco italiano, os triomphes do tarot conhecido como "de Marselha" e os arcanos maiores dos jogos esotéricos, que possuem ilustrações alegóricas. Os 22 trunfos consistem em 21 trunfos numerados de 1 a 21 e do excuse (bardo, equivalente ao tolo no tarot tradicional).
 A partir de um certo período todas as cartas passaram a usar índices de canto, em vez de índices centrais na parte superior e/ou inferior das cartas de baralhos de tarot mais antigos; esta disposição permite que as cartas sejam seguradas com uma das mãos. Eles também têm ilustrações reversíveis, enquanto os baralhos de tarot tradicionais e divinatórios usam ilustrações que ocupam toda a carta.
A tabela abaixo resume todas as cartas:
|         | Ás | 2 | 3 | 4 | 5 | 6 | 7 | 8 | 9 | 10 | Valete | Cavaleiro | Dama | Rei |
| ------- | -- | - | - | - | - | - | - | - | - | -- | ------ | --------- | ---- | --- |
| Espadas |    |   |   |   |   |   |   |   |   |    |        |           |      |     |
| Copas   |    |   |   |   |   |   |   |   |   |    |        |           |      |     |
| Ouros   |    |   |   |   |   |   |   |   |   |    |        |           |      |     |
| Paus    |    |   |   |   |   |   |   |   |   |    |        |           |      |     |
|         |    |   |   |   |   |   |   |   |   |    |        |           |      |     |
| Trunfos |    |   |   |   |   |   |   |   |   |    |        |           |      |     |
|         |    |   |   |   |   |   |   |   |   |    |        |           |      |     |

## Formato
O formato das cartas é mais longo do que o dos jogos de cartas no formato bridge ou poker e as dimensões convencionalmente encontradas são 60 x 120 milímetros. O número de cartas distribuídas no tarot sendo bastante grande (18 cartas por jogador com 4, 15 com 5 e 24 com 3), seria difícil mantê-las em mãos com um formato comum. Além disso, este formato é encontrado na maioria dos tipos de cartas de tarot (tarot de Marselha, etc.)

### Trunfos
Cada um dos 21 trunfos do Tarot nouveau inclui duas cenas ocupando a parte gráfica da carta. Elass são colocados uma sobre a outra, de modo que uma apareça para cima e a outra de cabeça para baixo. Ao contrário das outras cartas, os trunfos não são rotativos simétricos: em cada carta, uma das cenas tem um tema "urbano" enquanto o outro descreve um tema "rural".
| Tema geral              | Número | Tema da carta | Representação urbana            | Representação rural                   | Imagem |
| ----------------------- | ------ | ------------- | ------------------------------- | ------------------------------------- | ------ |
| As quatro idades        | 2      | Infância      | Crianças brincando em um parque | Meninos brincando em uma festa        |        |
| As quatro idades        | 3      | Juventude     | Grupo de jovens em um parque    | Três mulheres jovens em roupas de rua |        |
| As quatro idades        | 4      | Maturidade    | No escritório                   | Mulheres com filhos                   |        |
| As quatro idades        | 5      | Velhice       | O Avô                           | A Avó                                 |        |
| As quatro partes do dia | 6      | Manhã         | Café da manhã                   | Roçada de trigo                       |        |
| As quatro partes do dia | 7      | Tarde         | Discussão na sala de estar      | Descanço no campo                     |        |
| As quatro partes do dia | 8      | Anoitecer     | Sala de musica                  | A familia reunida na porta            |        |
| As quatro partes do dia | 9      | Noite         | Volta para casa após a caça     | A vigia da noite                      |        |
| Os quatro elementos     | 10     | Terra         | A mina                          |                                       |        |
| Os quatro elementos     | 10     | Ar            |                                 | Pastor nas montanhas                  |        |
| Os quatro elementos     | 11     | Água          | Passeios de barco no lago       |                                       |        |
| Os quatro elementos     | 11     | Fogo          |                                 | Piquenique                            |        |
| Os quatro hobbies       | 12     | Dança         | Sarau                           | Dança popular                         |        |
| Os quatro hobbies       | 13     | Compras       | A loja                          | A loja da vila                        |        |
| Os quatro hobbies       | 14     | Ao ar livre   | Caça                            | Pesca                                 |        |
| Os quatro hobbies       | 15     | Artes visuais | Fotografia                      | Pintura                               |        |
| As quatro estações      | 16     | Primavera     | Jardineiro no parque            | Tosquia de ovelhas                    |        |
| As quatro estações      | 17     | Verão         | Nas corridas                    | Secagem de trigo                      |        |
| As quatro estações      | 18     | Outono        | No mercado                      | Debulha de trigo                      |        |
| As quatro estações      | 19     | Inverno       | Patinação                       | Vigília                               |        |
| O jogo                  | 20     | O jogo        | Cartas                          | Boliche                               |        |
| Loucura                 | 21     | Coletiva      | Carnaval                        | Desfile militar                       |        |
| Loucura                 | 1      | Individual    | O palhaço triste                | O bobo da corte e a bailarina         |        |